# Sceliages gagates
Sceliages gagates är en skalbaggsart som beskrevs av Shipp 1895. Sceliages gagates ingår i släktet Sceliages och familjen bladhorningar. Inga underarter finns listade i Catalogue of Life.